# 다마니와촌
다마니와촌(玉庭村)은 야마가타현 미나미오키타마군에 있던 촌이다. 현재의 히가시오키타마군 가와니시정 남반에 해당한다.

## 역사
- 1889년 4월 1일 - 정촌제 시행에 의해 4촌의 구역을 가지고 성립하였다.
- 1955년 1월 1일 - 히가시오키타마군 이누카와촌, 오쓰카촌, 고마쓰정, 주군촌과 합병해 가와니시정이 성립, 동일 다마니와촌은 폐지되었다.

## 참고문헌
- 角川日本地名大辞典 6 山形県